# 쿠시 왕국
쿠시 왕국은 아프리카의 수단에 있는 누비아(Nubia)지방에 있던 왕국이다. 쿠시 왕국은 기원전 1000년경에 건국된 것으로 추측되며, 서기 350년경에 쇠퇴하여 멸망하였다.

## 개요
아프리카에서 이집트 이외에 고대 문명의 존재가 확인된 곳은 나일강 중류 지역인데, 이곳은 오늘날의 수단에 해당하는 지역이다. 이집트 문명의 영향을 받던 쿠시 왕국은 기원전 750년경에 이집트를 정복하였는데, 이것이 '에티오피아 왕조'라고 불리는 '이집트 제25왕조'이다.
'에티오피아'란, 고대 이집트어로 '흑인'이라는 뜻인데, 이 에티오피아 왕조는 아시리아의 공격을 받고, 상이집트에서 물러나 본래의 쿠시 왕국의 영토로 돌아갔다. 기원전 540년경부터 수도가 된 메로에에는 왕궁, 신전, 피라미드, 제철소등의 유적들이 오늘날 현재에도 남아있다.
쿠시 왕국은 중국산 비단이나, 인도산 면포, 지중해산 포도주와 향수를 수입하는 등, 대외적 교류가 활발하였으나, 서기 350년경에 쇠퇴하여 4세기 경에는 악숨 왕국에 정복되어 멸망하였다.

## 참조
1. ↑  《세계사》- 교학사,p85

## 참고자료
- 《세계사》-교학사

## 같이 보기
- 아프리카의 역사
- 악숨 왕국